# Roodwieren
Roodwieren of roodalgen (wetenschappelijke naam: Rhodophyta, van Grieks: ῥόδον = roze; φυτόν = plant) zijn een groep algen waarvan meer dan 5000 soorten beschreven en benoemd zijn. De meeste roodwieren zijn meercellige organismen en leven in zee. Door de aanwezigheid van het pigment r-fycoërytrine, dat een rol speelt bij de fotosynthese, zijn roodwieren rossig gekleurd.
Roodwieren leven voornamelijk in de littorale zone van de zee, maar sommige soorten komen ook in zoet water of op vochtige plekken op het land voor. De oudste fossielen van roodwieren zijn ongeveer 1400 miljoen jaar oud, waarmee het een van de oudste groepen algen is.

## Eigenschappen

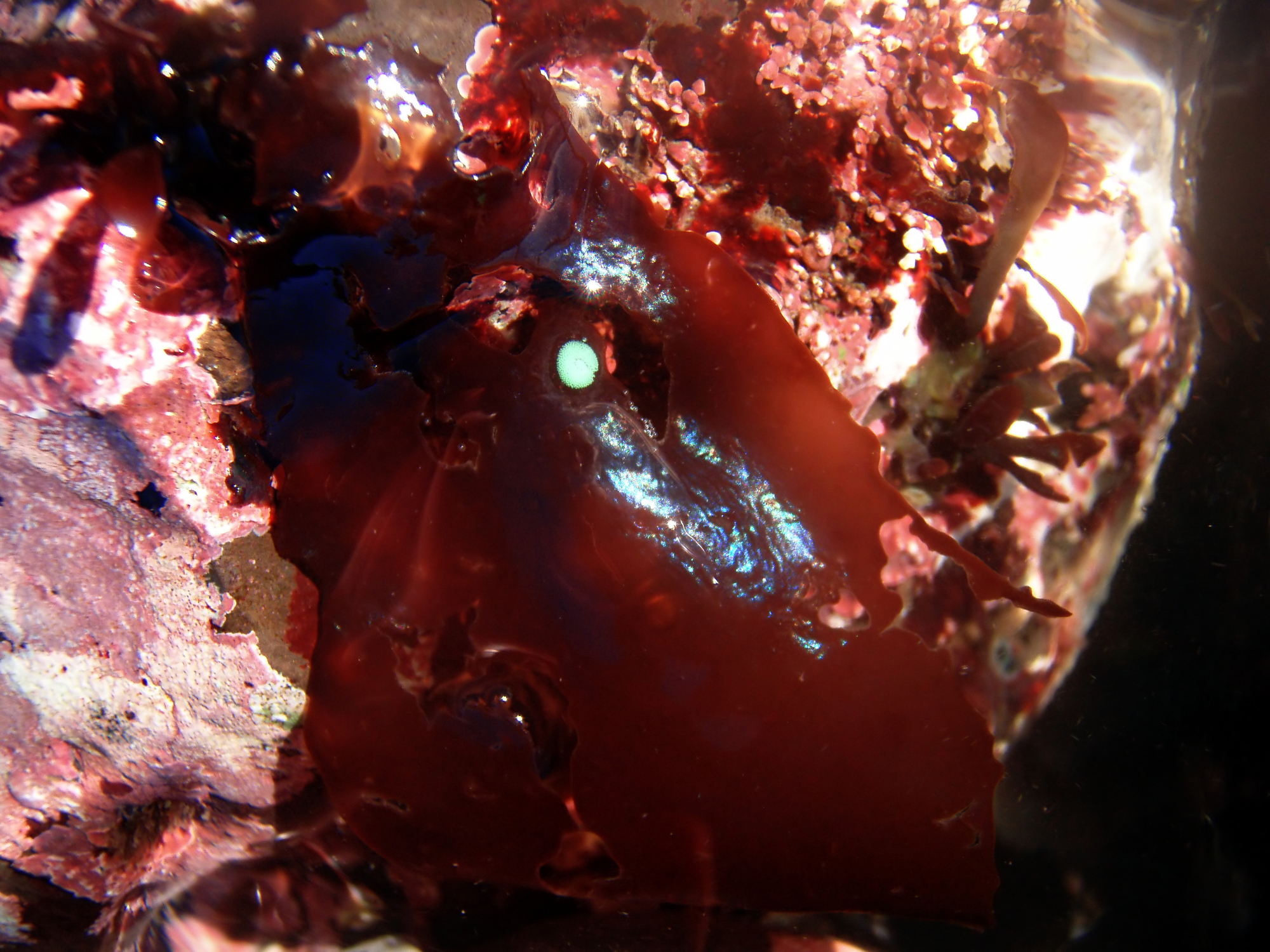
Sommige roodwieren zijn iriserend wanneer ze zich boven water bevinden

### Pigmenten en fotosynthese
Roodwieren zijn voornamelijk autotrofe organismen, die fotosynthese voor hun energiebehoefte gebruiken. Ze bezitten rhodoplasten, (fotosynthetisch actieve plastiden), die chlorofyl-a en carotenoïde bevatten, maar geen chlorofyl-b. De thylakoïden liggen in de cellen niet in stapels maar op vergelijkbare afstanden naast elkaar geordend. Op de thylakoïden zitten fycobilisomen, 30 tot 40 nm grote, min of meer ronde structuren. De fycobilisomen bevatten pigmenten die bij de fotosynthese helpen licht op te vangen. Onder deze pigmenten zijn in water oplosbare fycobiliproteïnen, fycoërytrine, allofycocyanine, fycocyanine of fycocyanide. Chlorofyl-a is een groen pigment, r-fycocyanide is blauw en carotenoïde oranje. Omdat fycoërythrine overheerst hebben de meeste roodwieren een rode kleur. Fycoërythrine is echter instabiel bij hoge lichtsterkte, zodat veel aan de oppervlakte levende soorten roodwieren er niet rood uitzien.
Specifiek voor roodwieren is de productie van amylopectine en floridoside als voedselreserve. Dit wordt niet, zoals planten met zetmeel doen binnenin, maar aan het oppervlak van de plastiden (in het cytosol) opgeslagen.

### Celbouw
Roodwieren hebben eukaryotische cellen met een karakteristieke opbouw van het thallus, de celwanden en de plastiden met pyrenoïde. De cellen hebben geen flagellen of centriolen.
De celwand is dubbel, waarbij de buitenlaag meestal bestaat uit pectinezuren, waaruit agaragar of carrageen kan worden gewonnen. De binnenste laag bestaat voornamelijk uit cellulose.
Bij roodwieren is de cytokinese, die op de mitose volgt, incompleet, zodat er een gaatje in de afscheiding tussen twee nieuwe cellen overblijft. Vlak nadat de afscheiding voltooid is, wordt het cytoplasma van de twee cellen echter gescheiden door de vorming van een "plug", die de verbinding opvult. Verbindingen tussen cellen die dezelfde oudercel hebben worden primaire verbindingen genoemd. De meeste cellen in roodwieren hebben twee primaire opgevulde verbindingen, vanwege de apicale manier van groei. Er zijn ook secundaire verbindingen, verbindingen tussen cellen die geen gemeenschappelijke oudercel. Ze worden gevormd wanneer bij een ongelijke celdeling een dochtercel met een eigen kern ontstaat, die vervolgens fuseert met een aanliggende cel. Dit type verbindingen vormt bij de orde Ceramiales karakteristieke patronen.

## Levenscyclus en voortplanting

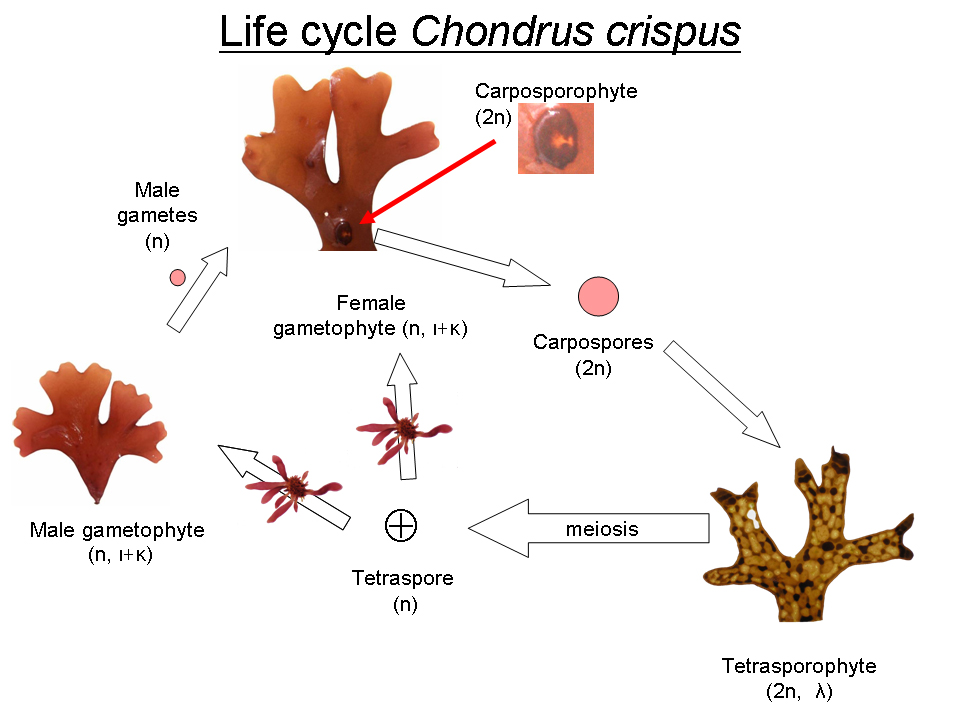
Levenscyclus van Iers mos (Chondrus crispus). n betekent dat een fase haploide is, 2n dat ze diploide is.

Roodwieren zijn organismen met een trigenetische levenscyclus, wat betekent dat er een afwisseling is van drie verschillende generaties. In de haplofase is er een generatie, in diplofase zijn er twee generaties.
De door mitose ontstane carposporen zaaien zich uit tot ongeslachtelijke tetrasporofyten, die door meiose meiosporen produceren, die hier tetrasporen worden genoemd. Uit deze sporen groeien, na uitzaaiing, geslachtelijke gametofyten. Tetrasporofyten maken echter ook carposporen aan, die tot een kopie van de ouder uitgroeien (ongeslachtelijke voortplanting).
Een trigenetische levenscyclus komt, in een andere vorm, ook voor bij sommige schimmels: bij de ascomyceten en bij de basidiomyceten.

### Carposporofyt
Na de bevruchting ontstaat uit een zygote de carposporofyt, de eerste diploïde generatie. In carposporofytfase is een roodwier onvruchtbaar en leeft, vaak ingekapseld, op de ouder. De carposporyt wordt bij veel soorten door de gametofyt-ouder beschermd met het 'cytocarp' (een omhulsel).
Door de ouder wordt de stof spermine aangemaakt, die de aanmaak van carposporen stimuleert. De carposporen zijn de eveneens diploïde mitosporen, omdat ze gevormd worden door normale mitotische celdelingen.

### Tetrasporofyt
Uit de uitgezaaide carposporen groeit de diploïde tetrasporofytgeneratie. De tetrasporofytgeneratie is de best ontwikkelde generatie, waarin door meiose (tetra-)sporen gemaakt worden, die zich ook uitzaaien.

### Gametofyt
De tetraspore-uitzaaiingen zijn geslachtelijk (Gametofytgeneratie) en produceren zaad- of eicellen.
In de gametofyt worden (haploïde) gameten (eicellen en zaadcellen) geproduceerd en vindt geslachtelijke voortplanting plaats.
Het vrouwelijk geslachtsorgaan van roodwieren in de gametofyt fase is het carpogonium dat bestaat uit een langgerekte cel, vergelijkbaar met een gametangium bij planten. Het carpogonium heeft een langgerekt ontvangstorgaan, dat trichogyn genoemd wordt.
Roodwieren hebben geen beweeglijke zaadcellen, zodat de verplaatsing van de zaadcellen door de stroming van het water moet gebeuren. Wanneer een zaadcel het trichogyn bereikt, zal een opening ontstaan waardoor de inhoud van de zaadcel in het carpogonium kan stromen en de eicel bevrucht kan worden. De mannelijke celkern deelt zich, waarop een van de twee helften met de kern van het carpogonium versmelt. De bevruchting vindt plaats als een zaadcel het trichogyn bereikt. Een trichogyn blijft groeien tot het met een zaadcel in aanraking komt. Na de bevruchting zal de celwand aan de basis van het trichogyn dikker worden, zodat het van de rest van het carpogonium wordt afgescheiden en geen verdere zaadcellen meer kunnen worden toegelaten.
| Biologische levenscycli bij meercellige organismen met geslachtelijke voortplanting | Biologische levenscycli bij meercellige organismen met geslachtelijke voortplanting | Biologische levenscycli bij meercellige organismen met geslachtelijke voortplanting | Biologische levenscycli bij meercellige organismen met geslachtelijke voortplanting | Biologische levenscycli bij meercellige organismen met geslachtelijke voortplanting                                                        |
|                                                                                     |                                                                                     | Cytologische kernfasewisseling                                                      | Cytologische kernfasewisseling                                                      | Cytologische kernfasewisseling |
| Type organisme →                                                                    | Type organisme →                                                                    | Haplont                                                                             | Diplont                                                                             | Diplohaplont = Haplodiplont |
| ----------------------------------------------------------------------------------- | ----------------------------------------------------------------------------------- | ----------------------------------------------------------------------------------- | ----------------------------------------------------------------------------------- | --- |
| Kernfase; Kernfasewisseling →                                                       | Kernfase; Kernfasewisseling →                                                       | Haplofase; Haplofasisch                                                             | Diplofase; Diplofasisch                                                             | Afwisseling haplofase ↔ diplofase; Diplohaplofasisch = Heterofasisch                                                                       |
| Meiose moment →                                                                     | Meiose moment →                                                                     | Zygotisch                                                                           | Gametisch                                                                           | Sporisch = Intermediair |
| Morfo- logische generatie- wisseling                                                | Monogenetisch: (monofasisch)                                                        | Monogenetische haplont                                                              | Monogenetische diplont                                                              | |
| Morfo- logische generatie- wisseling                                                | Digenetisch: (difasisch)                                                            |                                                                                     | Digenetische diplont                                                                | Digenetische diplohaplonten \| Isomorf, isospoor \| ↓ Heteromorf ↓ \| ↓ Heteromorf ↓ \| \| Isomorf, isospoor \| isospoor \| heterospoor \| |
| Morfo- logische generatie- wisseling                                                | Trigenetisch: (trifasisch)                                                          |                                                                                     |                                                                                     | Trigenetische diplohaplont |
| Isomorf, isospoor                                                                   | ↓ Heteromorf ↓                                                                      | ↓ Heteromorf ↓                                                                      |                                                                                     | |
| Isomorf, isospoor                                                                   | isospoor                                                                            | heterospoor                                                                         |                                                                                     | |

## Ecologie
Bepaalde soorten roodwieren nemen calciumcarbonaat op en zorgen voor de opeenhoping van kalkkorsten in de zee. Ze zijn daarmee belangrijke rifbouwers. In ondiep zeewater kunnen bepaalde soorten roodwieren in kelpwouden een belangrijke ecologische rol spelen als voedsel en schuilplek voor veel soorten vissen en ongewervelden.
Sommige soorten leven in zoet water (ze zijn limnisch). Zo kunnen kikkerdrilwier (Batrachospermum moniliforme) en Rhodochorton in beken, sloten of meren aangetroffen worden. Het kunnen ook ongewenste bewoners van aquaria zijn. Sommige eencellige soorten komen op vochtige plekken op het land voor.
Sommige soorten roodwieren gedijen in extreme omstandigheden, ze zijn extremofiel. Zo is voor de kust van de Bahama's een kalkkorsten-bouwende roodwier gevonden die op 268 m diepte overleeft. De lichtintensiteit is op die diepte nog maar 0,001% van de intensiteit aan de oppervlakte, maar dankzij het rode pigment fycoërythrine kunnen roodwieren licht met extreem lange golflengten opnemen, dat op zulke grote diepte nog doordringt. Een ander voorbeeld is Galdieria sulphuraria, een roodwier die in vulkanische zwavelbronnen leeft, bij extreem lage pH, hoge temperatuur en de aanwezigheid van diverse giftige metalen. Deze soort is heterotroof en leeft binnenin gesteente (endoliet). Met behulp van eiwitten in de celwand sluist deze soort suikers de cel binnen, die voor de energiewinning gebruikt worden.

## Classificatie

### Taxonomie en cladistiek
De roodwieren vallen in de taxonomie in de supergroep van de Archaeplastida, een grote groep waarin ook de Glaucophyta (een groep zoetwateralgen) en de Viridiplantae (een clade die de landplanten en groenalgen omvat) vallen. Sommige taxonomen beschouwen alle Archaeplastida als planten, zodat volgens hen de roodwieren ook tot het plantenrijk behoren. Onderstaand cladogram geeft de verwantschappen tussen de verschillende groepen aan:
| - Supergroep Archaeplastida (Adl et al. 2005) - Rijk Rhodoplantae (Saunders & Hommersand 2004) - - Stam Rhodophyta (Wettstein 1922), roodwieren - Stam Cyanidiophyta (Saunders & Hommersand 2004) - ? Glaucophyta (Skuja 1954) - Rijk Viridiplantae (Cavalier-Smith 1981) - Onderrijk Chlorobionta, groene algen - - Prasinophyta (Christiansen 1962) (Prasinophyceae 1-9) - Stam Chlorophyta (Pascher 1914), groenwieren - Onderrijk Streptobionta - Stam Charophyta (Karol & al. 2001), kranswieren (→ basale Streptobionta) - - Mesostigma (→ basale Streptobionta) - - Chlorokybus (→ basale Streptobionta) - Superstam Embryophyta, landplanten |
| taxonomische groep; benoemde clade (een monofyletische groep) een polyfyletische groep (→ behoort tot de ...) wordt ook gerekend tot een polyfyletische groep |

Traditioneel worden de roodwieren in twee onderklassen verdeeld: de Florideophycidae en de Bangiophycidae. Door het moleculair-genetisch onderzoek is inmiddels duidelijk geworden dat de complexere Florideophycidae een monofyletische groep zijn binnen de Bangiophycidae, met als zustergroep de Bangiales. Sommige taxonomen gaan sindsdien uit van een enkele klasse Rhodophyceae (in feite een nieuwe naam voor de Bangiophycidae), in andere indelingen is sprake van tot zeven verschillende klassen. Over de precieze indeling binnen de Archaeplastida is duidelijk nog geen overeenstemming voor taxa hoger dan orden.
De roodwieren kunnen als volgt worden ingedeeld:
- Stam Rhodophyta
  - Onderstam Rhodellophytina
    -  Klasse Rhodellophyceae
      - 
        - Orde Rhodelliales (Porphyridiales 1 in Saunders and Hommersand 2004.)
        - Orde Stylonematales (Porphyridiales 2 in Saunders and Hommersand 2004.)
        -  Orde Porphyridiales (Porphyridiales 3 in Saunders and Hommersand 2004.)

  - Onderstam Metarhodophytina
    -  Klasse Comspopogonophyceae
      - 
        - Orde Compsopogonales
        - Orde Erthropeltidales
        -  Orde Rhodochaetales

  -  Onderstam Eurhophytina
    - Klasse Bangiophyceae
      - 
        -  Orde Bangiales

    -  Klasse Florideophyceae
      - Onderklasse Hildenbrandiophycidae
        -  Orde Hildenbrandiales

      - Onderklasse Nemaliophycidae
        - Orde Nemaliales
        - Orde Acrochaetiales
        - Orde Balbianiales
        - Orde Balliales
        - Orde Batrachospermales
        - Orde Colaconematales
        - Orde Corallinales
        - Orde Palmeriales
        - Orde Rhodogorgonales
        -  Orde Thoreales

      - Onderklasse Ahnfeldtophycidae
        - Orde Ahnfeltiales
        -  Orde Pihiellales

      -  Onderklasse Rhodymeniophycidae
        - Orde Rhodymeniale
        - Orde Bonnemaisoniales
        - Orde Ceramiales
        - Orde Gelidiales
        - Orde Gigartinales
        - Orde Gracilariales
        - Orde Halymeniales
        - Orde Nemastomatales
        - Orde Plocamiales
        -  Orde Rhodymeniales

### Evolutie
Volgens de endosymbiontentheorie stammen alle Archaeplastida af van een endosymbiose tussen een eukaryoot en een blauwalg, die ongeveer 1600 miljoen jaar geleden moet hebben plaatsgevonden. De blauwalg bleef binnenin de eukaryoot voor fotosynthese zorgen en vormde zodoende de eerste chloroplast.
| → chloroplast: | primaire endosymbiotische evolutie van cyanobacterie tot een plastide |
| → rhodoplast:  | evolutie van de plastide tot een rhodoplast                           |
| → dinoplast:   | evolutie van de plastide tot een dinoplast                            |
| → apicoplast:  | evolutie van de plastide door reductie tot een apicoplast             |

| Verwerven van plastiden:                      | Verwerven van plastiden:                                                                                       | Verwerven van plastiden: | Verwerven van plastiden:                                                                                       |
| --------------------------------------------- | --- | ------------------------ | --- |
| I + blauwwier: II + groenwier: II + roodwier: | primaire endosymbiose met blauwwier secundaire endosymbiose met groenwier secundaire endosymbiose met roodwier | → I: → II: → III:        | betrokken bij primaire endosymbiose betrokken bij secundaire endosymbiose betrokken bij tertiaire endosymbiose |

De oudste fossiele roodwieren zijn 1200 miljoen jaar oude fossielen van de meercellige soort Bangiomorpha pubescens. Deze fossielen werden gevonden in het noordoosten van Canada en zijn tegelijkertijd de oudste fossielen van eukaryoten die aan een modern taxon toegeschreven kunnen worden: ze lijken sterk op het moderne geslacht Bangia.
De oudste zekere rifbouwende roodwieren, de solenoporen, komen uit het Cambrium. Daarnaast zijn fossielen van mogelijk rifbouwende roodwieren ontdekt uit het Neoproterozoïcum. Andere groepen rifbouwende roodwieren nemen deze rol later over maar vanaf het Paleozoïcum is de groep prominent vertegenwoordigd in het fossielarchief.

## Menselijk gebruik

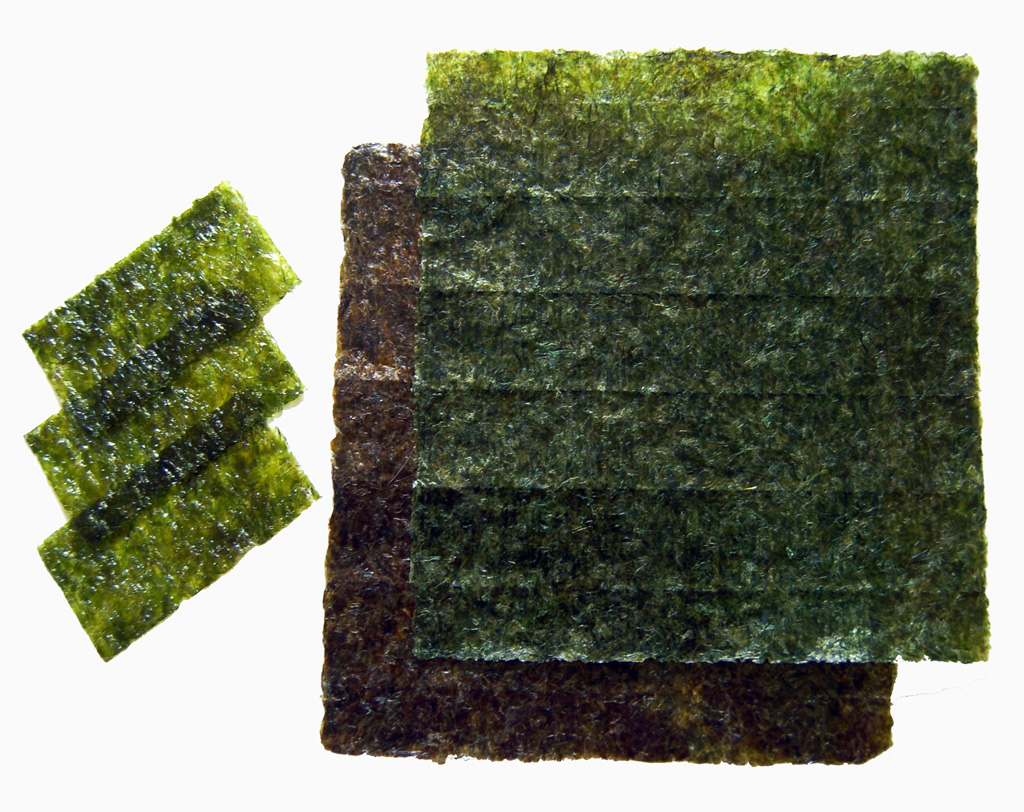
Nori, een ingrediënt uit de Japanse keuken dat bestaat uit de gedroogde roodwier purperwier (Porphyra umbilicalis).

Roodwieren zijn gemakkelijk te kweken en zijn rijk aan vitaminen en eiwitten. Een groot aantal soorten roodwieren wordt dan ook gegeten, zoals bijvoorbeeld dulse (Palmaria palmata) of purperwier of nori (Porphyra umbilicalis). Dulse wordt in Rusland zelfs gebruikt om een alcoholische drank van te maken. In Azië, met name in Japan, worden roodwieren geconsumeerd als voedsel, door ze bijvoorbeeld als nori in soep mee te koken, of om sushi heen te wikkelen, of verwerkt tot kanten-gelei (Gigartina, Gracilaria) en gebruikt in wagashi (Japanse zoetwaren). Iers mos (Chondrus crispus) wordt in pudding en hoesttabletten gebruikt. De alg Dilsea carnosa wordt gebruikt als vleesvervanger.
Roodwieren worden daarnaast gekweekt als grondstof voor natuurlijke pigmenten, voor agaragar en voor carrageen. Agaragar en carrageen worden in voedingsmiddelen en cosmetica gebruikt. Voor de winning van agaragar wordt meestal de soort Gelidium amansii gebruikt, maar ook wel Iers mos.
Gemineraliseerde afzettingen worden in gemalen vorm als algenkalk in de tuinbouw gebruikt. Algenkalk kan ook als voedingsstof gebruikt worden, voornamelijk om voedsel te verrijken in calcium en magnesium.